# Dolmen de Campguilhem
Le dolmen de Campguilhem est situé à Faux-en-Périgord dans le département français de la Dordogne.
Selon le folklore local, il abriterait la tombe d'un certain capitaine Guilhem décédé lors d'une bataille à proximité du lieu.

## Description
Ce dolmen simple est en partie ruiné. La chambre sépulcrale est recouverte par une table en silex meunier de 2,80 m de long sur 2,20 m de large et 1 m d'épaisseur qui repose sur quatre orthostates, deux en calcaire côté gauche et deux en silex meunier côté droit. La dalle de chevet est elle aussi en calcaire.